# سیارک ۴۹۵۷

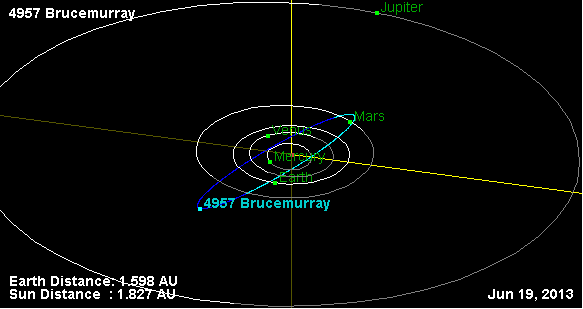
مدار سیارک ۴۹۵۷

سیارک ۴۹۵۷ (به انگلیسی: 4957 Brucemurray، نامگذاری:1990XJ) چهار هزار و نهصد و پنجاه و هفتمین سیارک کشف شده‌است که در ۱۵ دسامبر ۱۹۹۰ کشف شد.
قدر مطلق سیارک برابر ۱۵٫۱۰ است.